# فرد ماكمولان
فرد ماكمولان (بالإنجليزية: Fred McMullan)‏ هو لاعب دارت بريطاني، ولد في 8 فبراير 1965 في أيرلندا الشمالية في المملكة المتحدة.

## وصلات خارجية
- فرد ماكمولان على موقع DartsDatabase.co.uk (الإنجليزية)